# Секиџи Сасано
Секиџи Сасано (јап. 笹野 積次) био је јапански фудбалер.

## Каријера
Током каријере играо је за Васеда ВМВ.

## Репрезентација
Учествовао је и на олимпијским играма 1936.